# Alma Sabatini
Alma Sabatini (Roma, 6 de septiembre de 1922 - Ídem, 12 de abril de 1988) fue una escritora, lingüista y profesora italiana. Como activista del feminismo, participó en numerosas disputas por los derechos civiles.

## Biografía
Sabatini nació en Roma el 6 de septiembre de 1922 en el seno de una familia acomodada. Perdió a su padre cuando apenas tenía siete años. Se graduó en Literatura Moderna en la Universidad de Roma La Sapienza en 1945 y, a través de algunas becas en los Estados Unidos de América y Liverpool, perfeccionó el conocimiento del idioma inglés que enseñaba en las escuelas intermedias y superiores de la capital, antes de retirarse en 1979 y dedicar por completo sus últimos años al movimiento feminista. Se casó con el profesor Robert Braun después de una larga vida juntos. Sabatini murió con Braun en un accidente automovilístico el 12 de abril de 1988. El funeral de la pareja se celebró en la Casa Internacional de la Mujer en Via della Lungara, Roma.

### Activismo
Activa en el Partido Radical desde los años 1970, en 1971 Sabatini fue una de las fundadoras y primera presidenta del Movimiento de Liberación de la Mujer (MLD), que luchó con métodos no violentos en pro de la legalización del aborto, contra el sexismo y el patriarcado. A mediados del mismo año se separó del movimiento con algunas compañeras para organizar un grupo de autoconciencia y discutir sobre sexualidad y experiencias personales. El 8 de marzo de 1972, durante una manifestación en la plaza Campo de Fiori en Roma, Alma resultó herida en la cabeza y tuvo que ser llevada a urgencias. Durante una de las reuniones celebradas por el grupo, la periodista Gabriella Parca propuso fundar una revista, la futura Effe (publicada en 1973), en la que Alma colaboró durante aproximadamente un año.
En el mismo período se acercó al Colectivo de Lucha Feminista en Via Pompeo Magno, grupo que se convirtió finalmente en el Movimiento Feminista Romano, contribuyendo a la difusión de un boletín informativo mensual y participando en iniciativas y manifestaciones contra la explotación de las prostitutas y en pro de la legalización del aborto. En 1973 empezó a expresar su solidaridad con Gigliola Pierobon, quien fue juzgada por haber abortado y fue absuelta en 1976.
Su continua comunicación con feministas estadounidenses como Diana Russell, Marcia Keller, Karen DeCrow y Betty Friedan, le dio la oportunidad de viajar a diferentes ciudades en ese país, donde asistió a conferencias, seminarios y entrevistas de 1971 a 1972 como exponente del feminismo italiano.

### Contribuciones
Sabatini publicó numerosas contribuciones en las revistas Effe y Quotidiano Donna, abordando temas de la causa feminista como el aborto, la maternidad, la sexualidad, la igualdad de oportunidades, la prostitución y el matrimonio. Su nombre permanece vinculado principalmente a un estudio sobre sexismo en el idioma italiano, Recomendaciones para un uso no sexista del idioma italiano.
En 1986, en nombre de la Comisión Nacional para la Igualdad e Igualdad de Oportunidades para Mujeres y Hombres, creada en la Presidencia del Consejo de Ministros, editó la publicación Sexismo en idioma italiano, pautas para escuelas y publicaciones escolares para proponer La eliminación de los estereotipos de género del lenguaje. "La premisa teórica detrás de este trabajo es que el lenguaje no solo refleja la sociedad que lo habla, sino que también condiciona y limita su pensamiento, imaginación y desarrollo social y cultural", argumentó Alma Sabatini al respecto. A pesar de las críticas recibidas, su trabajo abrió un debate sobre la necesidad de renovar el idioma italiano en este punto.